# Малиновошапочный пёстрый голубь
Малиновошапочный пёстрый голубь (лат. Ptilinopus pulchellus) — птица из семейства голубиных, обитающая в Юго-Восточной Азии.

## Описание
Малиновошапочный пёстрый голубь достигает длины 19 см. Половой диморфизм не выражен.
У птицы ярко-малиновая макушка головы. Горло белое. Шея и грудь голубовато-серые. Ярко-жёлтая окраска брюха резко отделена серой грудью. У самцов оперение живота с оперением груди разделяет расплывчатая, малиновая полоса. У самок эта полоса более тусклая. Подхвостье оранжевого цвета. Верхняя часть тела тёмно-зелёного цвета с бронзовым отливом. Радужины оранжевые с желтоватыми глазными кольцами. Ноги красные.

## Распространение
Малиновошапочный пёстрый голубь обитает на островах Раджа-Ампат, а также в Новой Гвинее. Вид населяет низменные леса.

## Образ жизни
Птицы держатся преимущественно на деревьях. Они питаются ягодами и мелкими плодами, в том числе плоды Tristiropsis canarioides. В своей экологической нише они конкурируют за питание с более крупным черношеим плодоядным голубем (Ducula mullerii). Плоды различных видов Endiandra играют незначительную роль в спектре питания. Наряду с этим плоды Gymnacranthera paniculata, а также видов Polyalthia и Livistona видов также имеют значение. Птицы питаются даже плодами перца. Хотя это не крупные голуби, они могут поглощать плоды диаметром 2 см.

## Размножение
В кладке только одно яйцо.